# پاکتا
پاکتا (به لاتین: Pachna) یک روستا در قبرس است که در ناحیه لیماسول واقع شده‌است.

## خصوصیات
پاکتا ۸۶۵ نفر جمعیت دارد و ۷۴۵ متر بالاتر از سطح دریا واقع شده‌است.